# IC 4730
IC 4730 је спирална галаксија у сазвјежђу Паун која се налази на листи објеката дубоког неба у Индекс каталогу.
Деклинација објекта је - 63° 21' 1" а ректасцензија 18h 38m 50,3s. Привидна величина (магнитуда) објекта IC 4730 износи 13,6 а фотографска магнитуда 14,5. IC 4730 је још познат и под ознакама ESO 103-38, IRAS 18339-6323, PGC 62192.